# Stazione di Ichikawa
La Stazione di Ichikawa (市川駅?, Ichikawa-eki) è una stazione ferroviaria della città di Ichikawa, città satellite di Tokyo situata nella prefettura di Chiba e servita dalle linee Chūō-Sōbu e Sōbu Rapida della JR East.

## Linee
East Japan Railway Company
■ Linea Chūō-Sōbu
■ Linea Sōbu Rapida

## Struttura
La stazione è dotata di due marciapiedi a isola con quattr binari sopraelevati.
| 1 | ■ Linea Chūō-Sōbu   | per Kinshichō, Akihabara, Shinjuku e Mitaka |
| 2 | ■ Linea Chūō-Sōbu   | per Nishi-Funabashi, Tsudanuma e Chiba      |
| 3 | ■ Linea Sōbu Rapida | per Kinshichō, Tokyo, Yokohama e Kurihama   |
| 4 | ■ Linea Sōbu Rapida | per Funabashi, Tsudanuma e Chiba            |

## Stazioni adiacenti
| «                             | Servizio        | »               |
| Linea Chūō-Sōbu               | Linea Chūō-Sōbu | Linea Chūō-Sōbu |
| ----------------------------- | --------------- | --------------- |
| Koiwa                         | Locale          | Motoyawata      |
| Linea Sōbu Rapida             |                 |                 |
| Shin-Koiwa                    | Locale          | Funabashi       |
| Il Rapido pendolari non ferma |                 |                 |